# Кирибати (язык)
Кириба́ти (гилбертский, кирибатский) — один из микронезийских языков, основной язык Республики Кирибати. Общая численность говорящих на нём — около 102 тысяч человек.

## О названии
Название языка (как и страны) происходит от искажённого английского наименования Островов Гилберта — «Gilbert Islands», которое на языке кирибати произносится как [kiri:ba:s], а записывается как Kiribati. Самоназвание народа кирибати — и-кирибас (I-Kiribati).

## Ареал и численность
Кирибати — основной язык Республики Кирибати, где на нём говорит 97,2 % населения. Распространён также на одном из атоллов Тувалу — Нуи. Переселенцы из Кирибати живут также в Фиджи (остров Рамби, в основном выселенные с острова Банаба) и на Соломоновых Островах. Небольшие группы есть также на Маршалловых островах, Вануату, Новой Зеландии, Науру и на Гавайях.
Лишь около трети гилбертийцев говорит на английском, остальные являются монолингвами, что способствует хорошему сохранению языка.

## Классификация
Язык относится к собственно микронезийской группе микронезийских языков, которые входят в океанийскую подзону австронезийской семьи.

## Диалекты
Включает следующие диалекты:
- южный, северный и макинский на островах Гилберта,
- банабанский — на острове Банаба,
- нуи — на одноимённом атолле в Тувалу.

Различия между диалектами невелики и не препятствуют взаимопониманию.

## Письменность
С 1840-х годов для кирибати используется письменность на латинской основе. Используются всего 13 букв: A, B, E, I, K, M, N, O, R, T, U, W и диграф NG. Остальные буквы используются только в некоторых заимствованиях (например, Iesu Kristo, Santo, Santa и Iehova). В последнее время вместо буквы W часто используется буква V. Особенностью языка кирибати является отсутствие в алфавите буквы S. Соответствующий звук является аллофоном фонемы /t/ перед /i/, например, в слове Kiribati [kiribas(i)].
Письменность была создана миссионером Хирамом Бингхэмом, первым переведшим на язык кирибати Библию. До этого язык был бесписьменным.

## Некоторые высказывания
- Привет — Mauri
- Здравствуй — Ko na mauri
- Здравствуйте — Kam na mauri
- Как (твои) дела? — Ko uara?
- Как (ваши) дела? — Kam uara?
- Спасибо — Ko rabwa
- Спасибо вам — Kam rabwa
- До свидания — Ti a bo («Мы встретимся»)